# ブランル

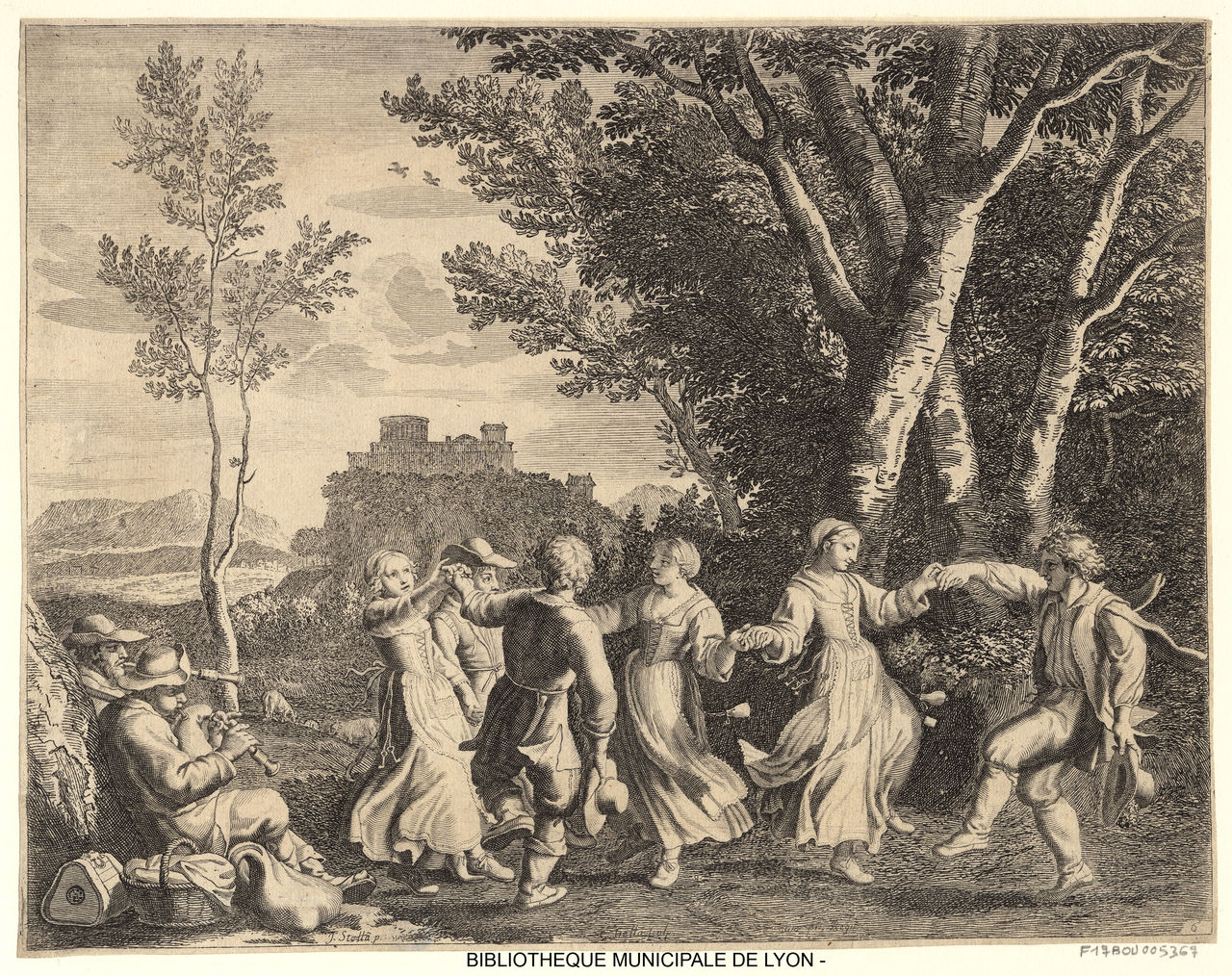
ブランル (XVII)

ブランル（仏語: branle）は、16世紀前後のヨーロッパ、特にフランスを中心に普及した集団舞踊およびその舞曲である。語源は仏語で「揺れる」を意味するbranlerとされる。もともとは庶民が野外で踊っていたものをバス・ダンスのステップの一つとして取り入れたものだが、後に単独の舞踊となった。
基本は男女のペアが輪になって踊る輪舞の一種であり、陽気なステップが中心となっている。パヴァーヌやバス・ダンスのような洗練さは乏しく、やや田舎じみた踊りとも評されるが、気軽にはしゃげる踊りとして、あまり格式ばらない祝祭時を中心に、身分の上下にかかわらず広く楽しまれた。
トワノ・アルボの教本によると、ブランルを踊る際には、概ね3ないし4曲の異なるテンポの楽曲…最初から順番に、ブランル・ドゥーブル、ブランル・サンプル、ブランル・ゲイ、そして最後にブルゴーニュ風・ブランル(もしくは地元独自のブランル)…が、あたかも組曲のように演奏された。ブランル・ドゥーブルとブランル・サンプルは、ともに中庸のテンポで演奏される偶数拍子の曲であるが、ステップの違いで区分される(ブランル・ドゥーブルは、曲名にある通りダブルステップがアクセントになっている)。ブランル・ゲイは3拍子のやや速い曲で、踊り手は2拍ステップを踏んで1拍休止という動作を繰り返しながら左回りに進んでゆく。最後に演奏されるブランルはかなり速いテンポの偶数拍子の曲で、しばしば手の動きを加えながら、ブランル・ドゥーブルと同じステップを賑やかに踏んでいく。
例えば、1曲が終わるごとに次第に若いペアに踊り手が交代していくことで、世代の違いを超えて同じ舞踊を楽しめたことも、この舞踊が親しまれる一因となった。また、小道具を使って踊り、それを手渡すことで自分の思いを相手に伝えたりといった趣向も盛んだったようで、「たいまつのブランル」など現在に伝わっている楽曲もある。
楽曲は17世紀初頭にミヒャエル・プレトリウスが編纂した「テルプシコーレ」などに多数収録されている。また、リコーダーアンサンブルなどのレパートリーとして様々な編曲がなされており、広く親しまれている。